# 慕容宜
慕容宜（？—362年），昌黎郡棘城县（今辽宁省锦州市义县西北）人，追尊燕文明帝慕容皝之子，前燕宗室、官员。

## 生平
永和六年（350年）三月，慕容儁任命弟弟慕容宜为代郡城郎，全部安置了幽州郡县的地方官。354年，前燕皇帝慕容儁封安东将军慕容霸为吴王，左贤王慕容友为范阳王，散骑常侍慕容厉为下邳王，散骑常侍慕容宜为庐江王，宁北将军慕容度为乐浪王。